# Lokomotiv (stanice Moskevského centrálního okruhu)
Lokomotiv (rusky Локомотив) je stanice na Moskevském centrálním okruhu. Zde je možné přestoupit na stanici Čerkizovskaja na Sokolničeské lince moskevského metra, která se nachází v těsné blízkosti. Stanice je nazvána po blízkém stadionu, kde hraje své domácí zápasy i stejnojmenný fotbalový klub.

## Charakter stanice
Stanice Lokomotiv se nachází v čtvrti Preobraženskoje mezi Čerkizovským parkem a průmyslovou zónou na západě čtvrti Goljanovo, konkrétně mezi ulicemi Okružnoj projezd (Окружной проезд) a Severo-vostočnaja chorda (Северо-восточная хорда) na sever od jejich křížení s Velkou Čerkizovskou ulicí (Большая Черкизовская улица), respektive Ščjolkovským šosse (Щёлковское шоссе).
Stanice disponuje celkem dvěma vestibuly. Přístup na dvě ostrovní nástupiště je možný jednak z nového vestibulu, jenž je laděn do bílé barvy, a kde přístup na nástupiště zajišťuje nadchod, a jednak i ze starého vestibulu stanice metra Čerkizovskaja, který je s novým vestibulem propojen. U hrany nástupiště blíže k vestibulům zastavují vlaky, které jedou ve směru hodinových ručiček, u vzdálenějšího nástupiště zastavují vlaky, které jedou naopak.
Na rok 2018 je naplánována výstavba severního terminálu, který propojí stanici Moskevského centrální okruhu a severní vestibul stanice Čerkizovskaja.